# Christian Träsch
Christian Träsch, född 1 september 1987 i Ingolstadt, Västtyskland, är en tysk fotbollsspelare som sedan 2011 spelar för VfL Wolfsburg.